# Mission: Impossible (NES)
Mission: Impossible är ett TV-spel till Nintendo Entertainment System utvecklat av Konami baserat på TV-serien Farligt uppdrag.

## Handling
IMF-teamets uppdrag är att lösa ett fall där en terroristgrupp vid namn Sinister 7 har kidnappat både en välkänd vetenskapsman och Shannon, en annan medlem i IMF (som inte förekommer i TV-serien).
Fallet utspelas från Moskva via kanalerna i Venedig, samt Syrinxtemplet i Östberlin till Alperna i Schweiz samt Cypern, och teamet ska infiltrera ett antal fientliga anläggningar i flera våningar för att rädda gisslan.

## Spelupplägg
Spelet utspelas i uppifrånperspektiv. Spelaren kontrollerar tre IMF-agenter från TV-serien: Max, Grant och Nicholas. Den figur som man har valt kan också bytas när som helst. På gatorna i början av spelet får inga civila bli skadade, och sådan verksamhet kommer med största sannolikhet ge uppdraget ett pinsamt slut, eftersom myndigheterna kommer att arrestera angriparen. När man infiltrerar så måste man ofta smyga fram osedd, som i Metal Gear, annars blir man upptäckt av bevakningssystemen och då får man efter sig specialvakter, s.k. Iron Claws.

### Fotnoter
1. ↑  ”Mission Impossible” (på svenska). Nintendomagasinet (Kungsbacka: Atlantic) (10 1991):  sid. 3-7 (Power Player). oktober 1991. Läst 15 april 2014.